# Arkimedisk punkt
 Der er for få eller ingen kildehenvisninger i denne artikel, hvilket er et problem. Du kan hjælpe ved at angive troværdige kilder til de påstande, som fremføres i artiklen.

Det arkimediske punkt er et teoretisk absolut punkt. Et sådant er specielt ubevægelig og kan tjene som et holdepunkt. Det arkimediske punkt har sit navn fra Arkimedes - han kunne fra ét punkt bevæge verden, forudsat en tilstrækkelig lang vægtstang.
Frasen bruges i overført betydning indenfor filosofi for at understrege en helt evident og ubetvivlelig sandhed eller en sådan tilsvarende fænomenal forekomst. For René Descartes og hans efterverden er netop udsagnet "Jeg tænker, altså er jeg" (latin: cogito, ergo sum) et arkimedisk punkt - selv når det hævdes "jeg er ikke" da er der stadig ubetvivleligt et Jeg som tænker.